# Aquilegia vestinae
Aquilegia vestinae är en ranunkelväxtart som beskrevs av Pfenninger och D. M. Moser. Aquilegia vestinae ingår i släktet aklejor, och familjen ranunkelväxter. Inga underarter finns listade i Catalogue of Life.